# Кайндорф (Хартберг)
Кайндорф (Хартберг) (нем. Kaindorf (Bezirk Hartberg)) — ярмарочная коммуна (нем. Marktgemeinde) в Австрии, в федеральной земле Штирия. 
Входит в состав округа Хартберг.  Население составляет 1481 человек (на 1 января 2016 года). Занимает площадь 14,18 км². Официальный код  —  60 715.

## Политическая ситуация
Бургомистр коммуны — Фридрих Лойдль (АНП) по результатам выборов 2005 года.
Совет представителей коммуны (нем. Gemeinderat) состоит из 15 мест.
- АНП занимает 12 мест.
- СДПА занимает 2 места.
- АПС занимает 1 место.